# Лопес, Джим
Алехандро Гала́н (исп. Alejandro Galán; 6 июня 1912, Буэнос-Айрес — 20 апреля 1979, Сан-Паулу), более известный как Джим (Жим) Ло́пес (порт.-браз. Jim Lópes) — аргентинский футбольный тренер.

## Карьера
Джим Лопес родился в Парке-Патрисьос, районе Буэнос-Айреса. Первоначально он занимался боксом, однако там не показывал высоких результатов. Джим, под нажимом критики отца, принял решение покинуть Аргентину и в 1928 году уехал в Бразилию, чтобы там продолжать боксёрскую карьеру. Там же он взял псевдоним «Джим Лопес». Джим Лопес боксировал вплоть до середины 1930-х годов, пока правительство Жетулиу Варгаса не издало закон, согласно которому все профессиональные боксёрские поединки запрещались в стране. Оставшись без работы, аргентинец получил тренерское образование, после чего устроился тренером небольших клубов в штате Сан-Паулу. В 1946 году он стал тренером клуба «Португеза Деспортос». В 1950 году он стал главным тренером «Палмейраса», который под его началом провёл 39 матчей. Под руководством аргентинского тренера клуб стал обладателем Кубка города Сан-Паулу. Но главное, он заложил основу команды, которая в том же году под руководством Вентуры Камбона выиграла чемпионат штата, а годом позже Кубок Рио. В 1952 году аргентинец вновь возглавил «Португезу», где проработал два сезона, выиграв с командой турнир Рио-Сан-Паулу.
В 1953 году Джим Лопес возглавил клуб «Сан-Паулу». Клуб под его руководством провёл 109 матчей (68 побед, 19 ничьих и 22 поражения). Главным же достижением стала победа в чемпионате штата в 1953 году. В конце 1955 года Джим Лопес возглавил клуб «Понте-Прета». Также он был главным тренером команды в 1958 году. В том же году Джим Лопес возвратился в Аргентину, где впервые возглавил местный клуб. Им стал «Индепендьенте». При этом он привёз в клуб, и во всю страну новую схему, использовавшуюся в Бразилии и на чемпионате мира: 4-2-4. В 1960 году он стал главным тренером «Ривер Плейта», где заменил Хосе Марию Минелью, проработавшему в клубе 13 лет. Жёсткий и авторитарный стиль работы Джима Лопеса пришёлся не по вкусу лидерам команды, и после 12 проведённых матчей (3 победы, 4 ничьи и 5 поражений) он был уволен. Джим Лопес возвратился в Бразилию, где в августе 1960 года стал главным тренером «Коринтианса». Клуб под его руководством провёл 26 матчей (16 победам, 5 ничьих и 5 поражений).
В 1962 году Джим Лопес стал главным тренером сборной Аргентины. Затем он работал в клубе «Росарио Сентраль». Под руководством тренера клуб провёл 54 матча, где одержал 16 побед, 20 матчей свёл вничью и 18 проиграл. В 1964 и 1965 годах Лопес работал с «Химнасией и Эсгримой». Затем он вновь работал в «Сан-Паулу» и в «Деспортос». В 1967 году Джим Лопес стал главным тренером сборной Аргентины на чемпионате Южной Америки. На турнире команда заняла второе место, уступив лишь Уругваю. В том же году тренер возглавил «Лос-Андес», который за один сезон вывел в Примеру. Следующим клубом Джима Лопеса стал «Колон». Здесь тренер вновь ввёл революцию в аргентинской тактике: впервые в стране он стал играть по схеме 4-4-2. Клуб Джим Лопес возглавлял до 1968 года. В 1969 году он ненадолго возглавил «Велес Сарсфилд», с которым дошёл до финала товарищеского кубка города Буэнос-Айреса. В сентябре 1969 года в 4 туре чемпионата страны Лопес стал главным тренером «Ньюэллс Олд Бойза». В 1973 году он был главным тренером португальского «Ольяненсе», а в 1976 году клуба «Жувентус».

## Достижения
- Победитель турнира Рио-Сан-Паулу: 1952
- Чемпион штата Сан-Паулу: 1953
- Обладатель Кубка Карлоса Диттборна: 1962